# حديقة الحبول التاريخية
حديقة الحبول التاريخية (باللغة الأمازيغية:ⵓⵔⵜⵉ ⵏ ⵍⵃⴱⵓⵍ ) هي محمية نباتية وواحدة من أهم المعالم والمواقع السياحية لمدينة مكناس بمعدل 600 ألف زائر سنويًا،

## تاريخ
لعناية بالوسط البيئي بالمدينة جعل من أقدم حديقة بالمدينة بالمواصفات العالمية تحتل موقع الصدارة ضمن المخطط البيئي للمدينة وتنال الحظوة الكبرى من طرف المجتمع المدني والسياسي . فموقع حديقة الحبول الاستراتيجي جعلها منذ النشأة الأولى بتاريخ 1920 تعتلي موقع الريادة البيئية بالمدينة ولازال زئير أسد الأطلس بها يرن سماعه عند أجدادنا ،حيث تموضعها يحتل قلب المدينة النابض بين المآثر العمرانية للمدينة القديمة/ التقليدية ، وبين الرؤية البارونامية للمدينة الحديثة (حمرية) المطلة عليها .

## مواعيد الزيارة والتسعيرات[6]
مفتوح طيلة أيام السنة .
Horaires :
samedi	09:30–21:00
dimanche	09:30–18:00
lundi	09:30–18:00
mardi	09:30–21:00
mercredi	09:30–18:00
jeudi	09:30–18:00
vendredi	09:30–18:00
- ثمن الدخول للعموم : 5 دراهم للكبار و 3 دراهم للصغار

## معرض الصور

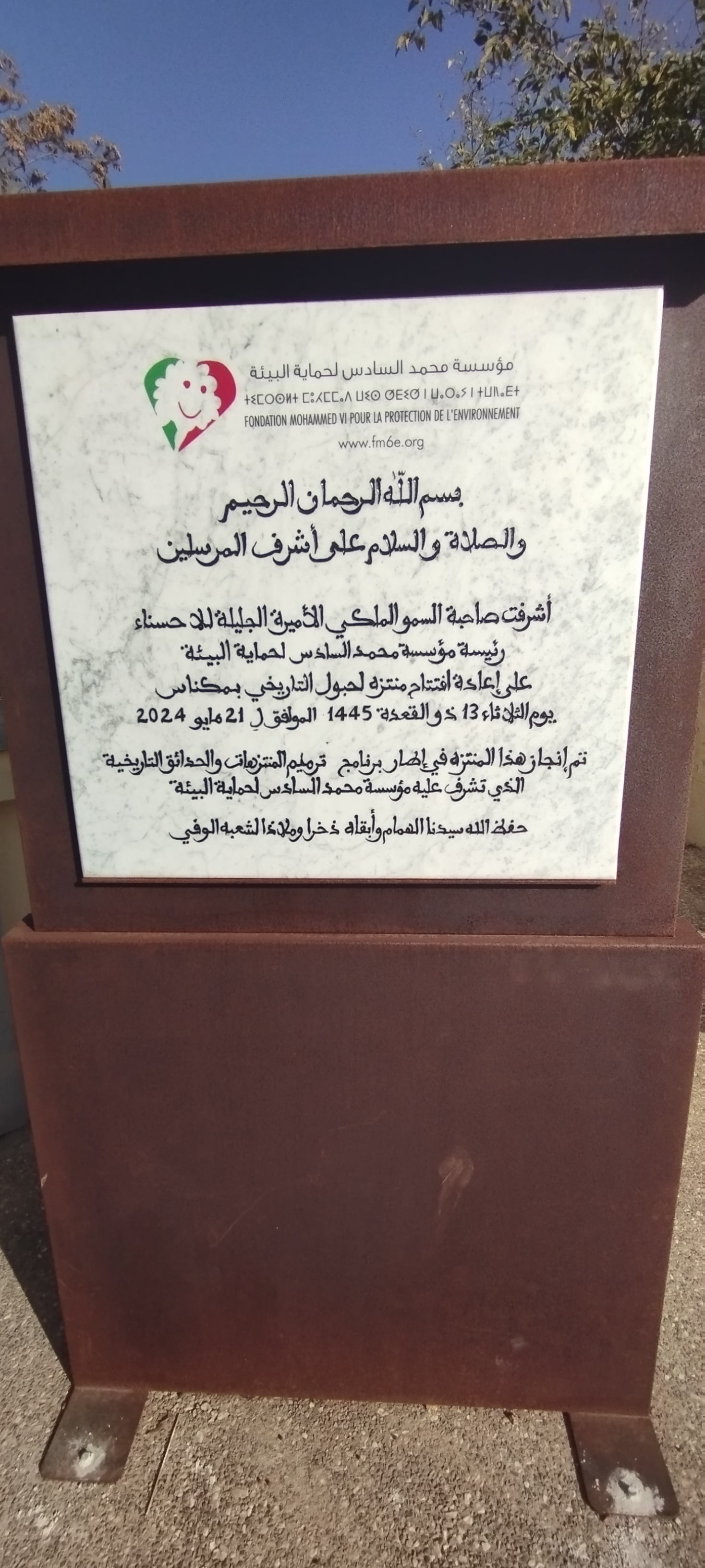

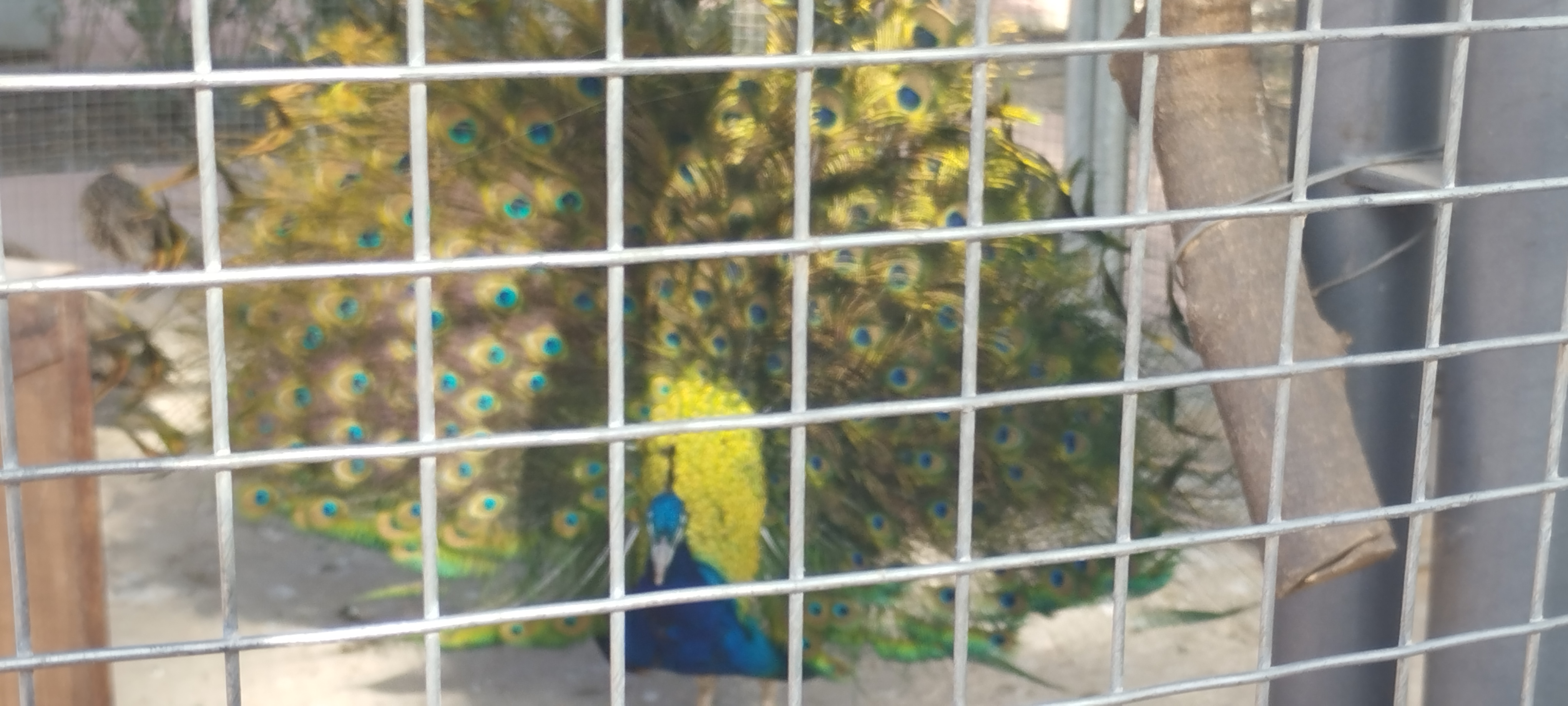

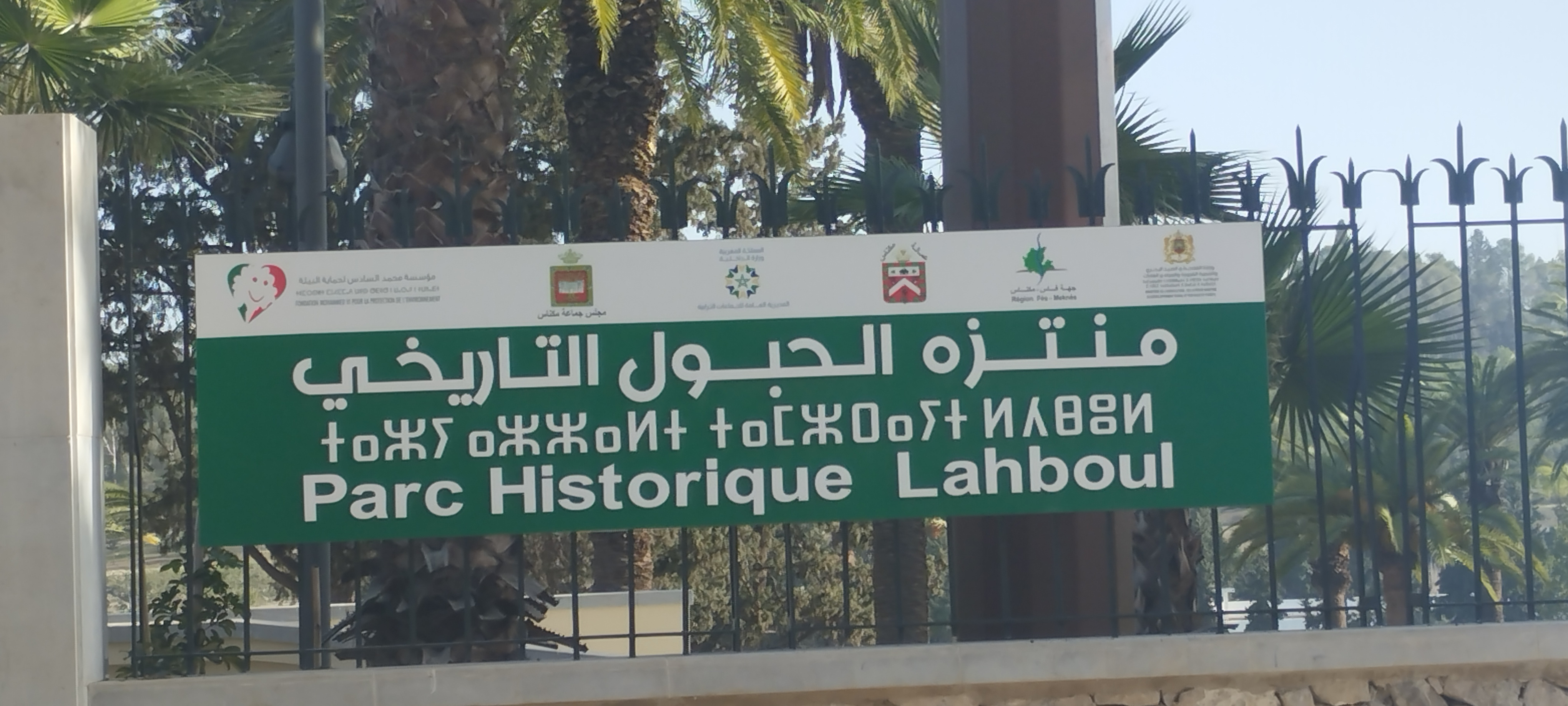

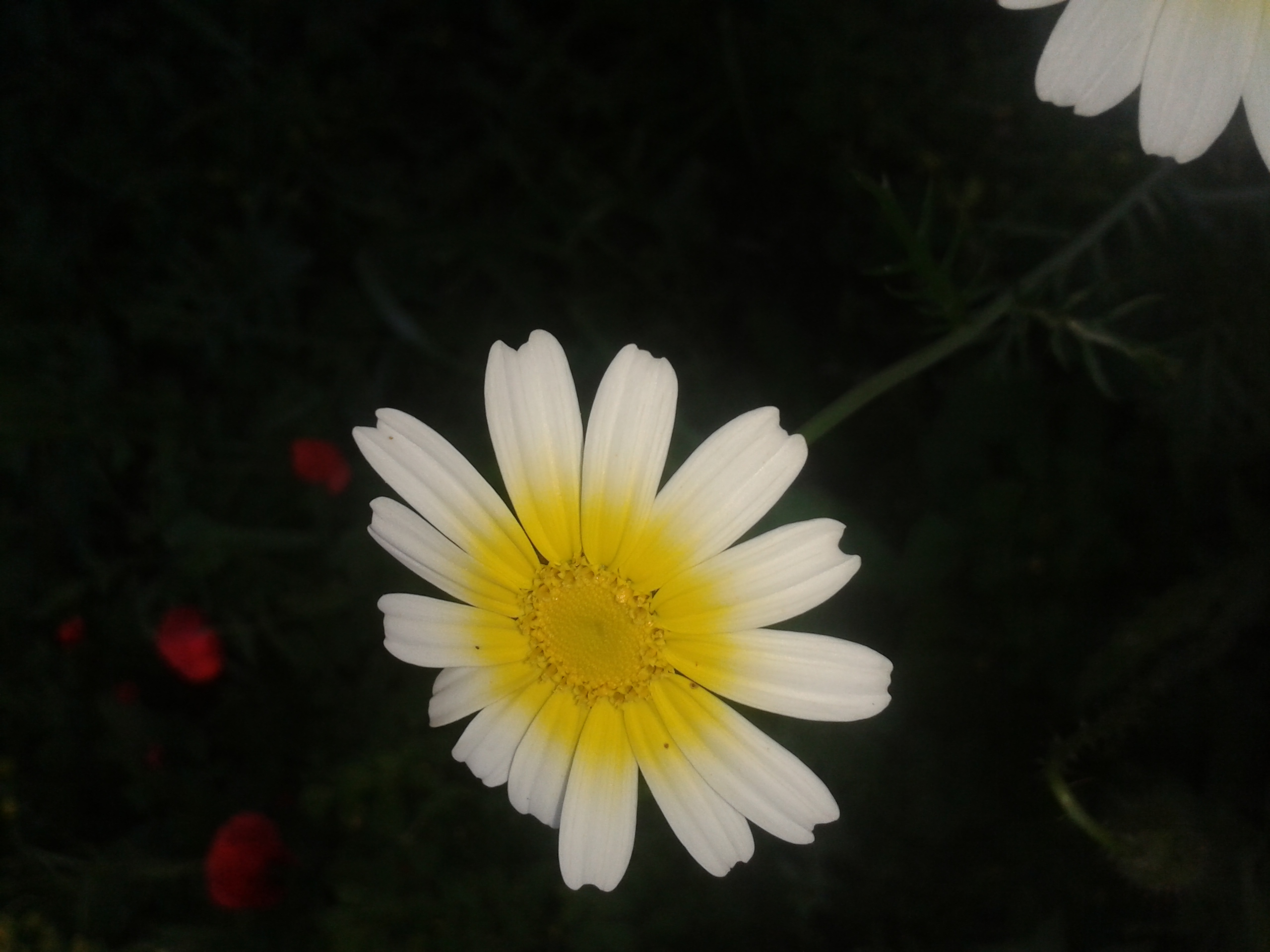

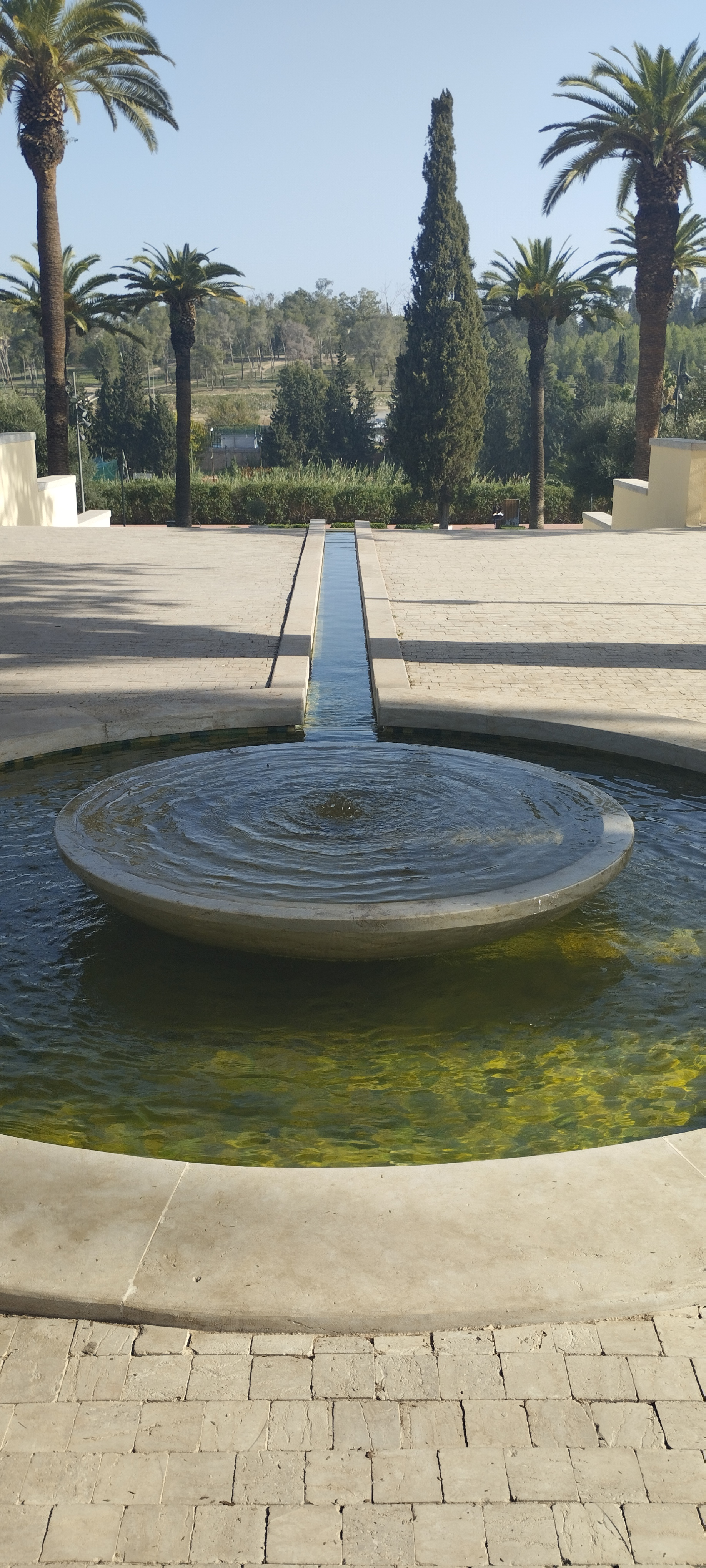

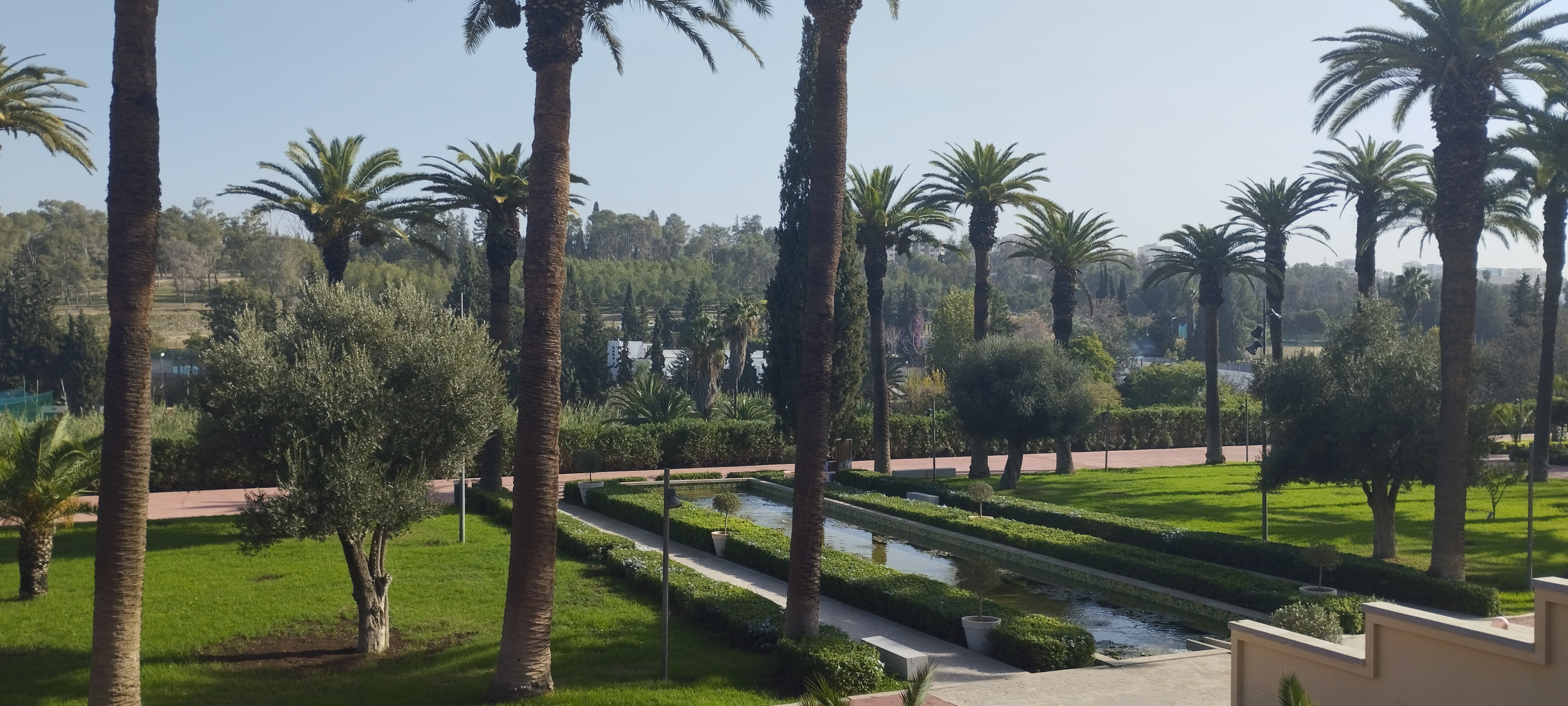

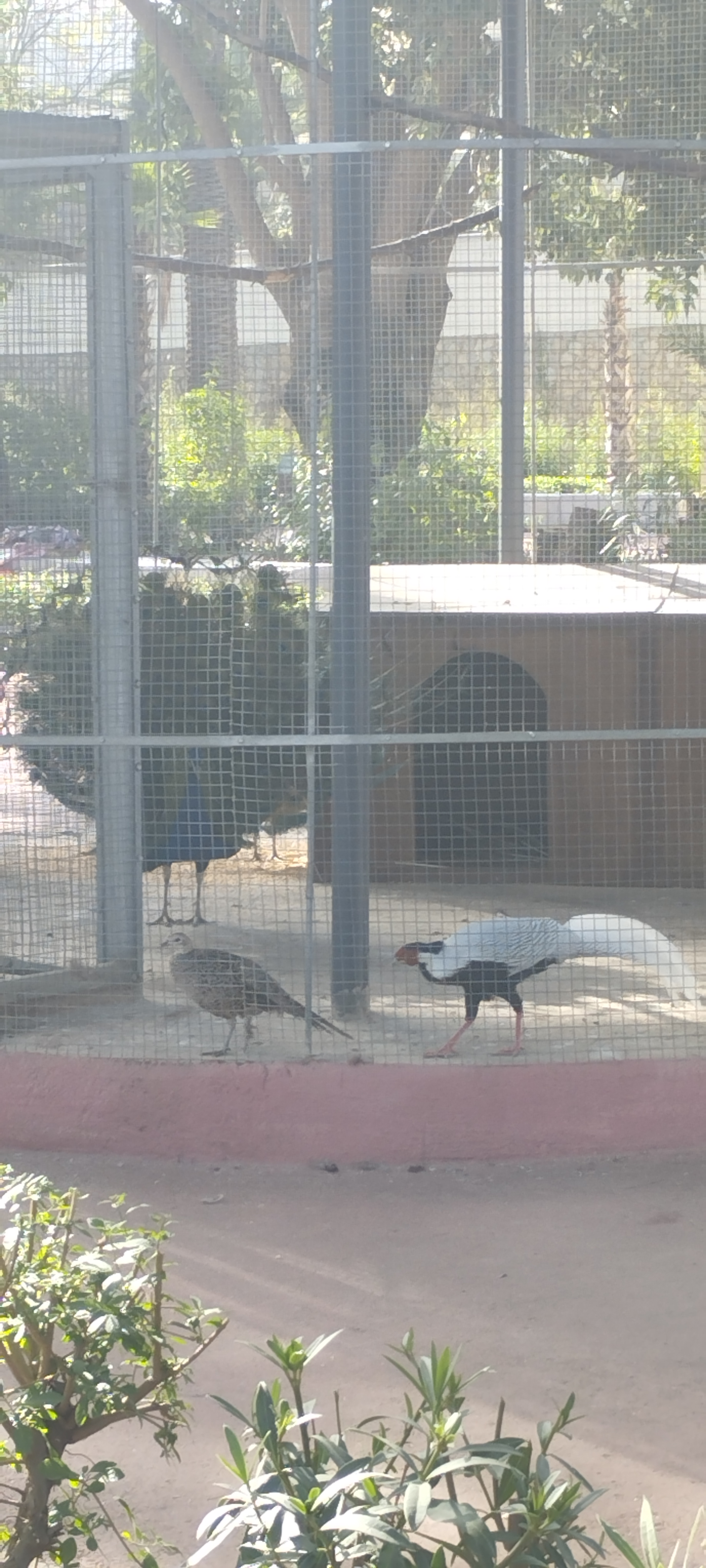

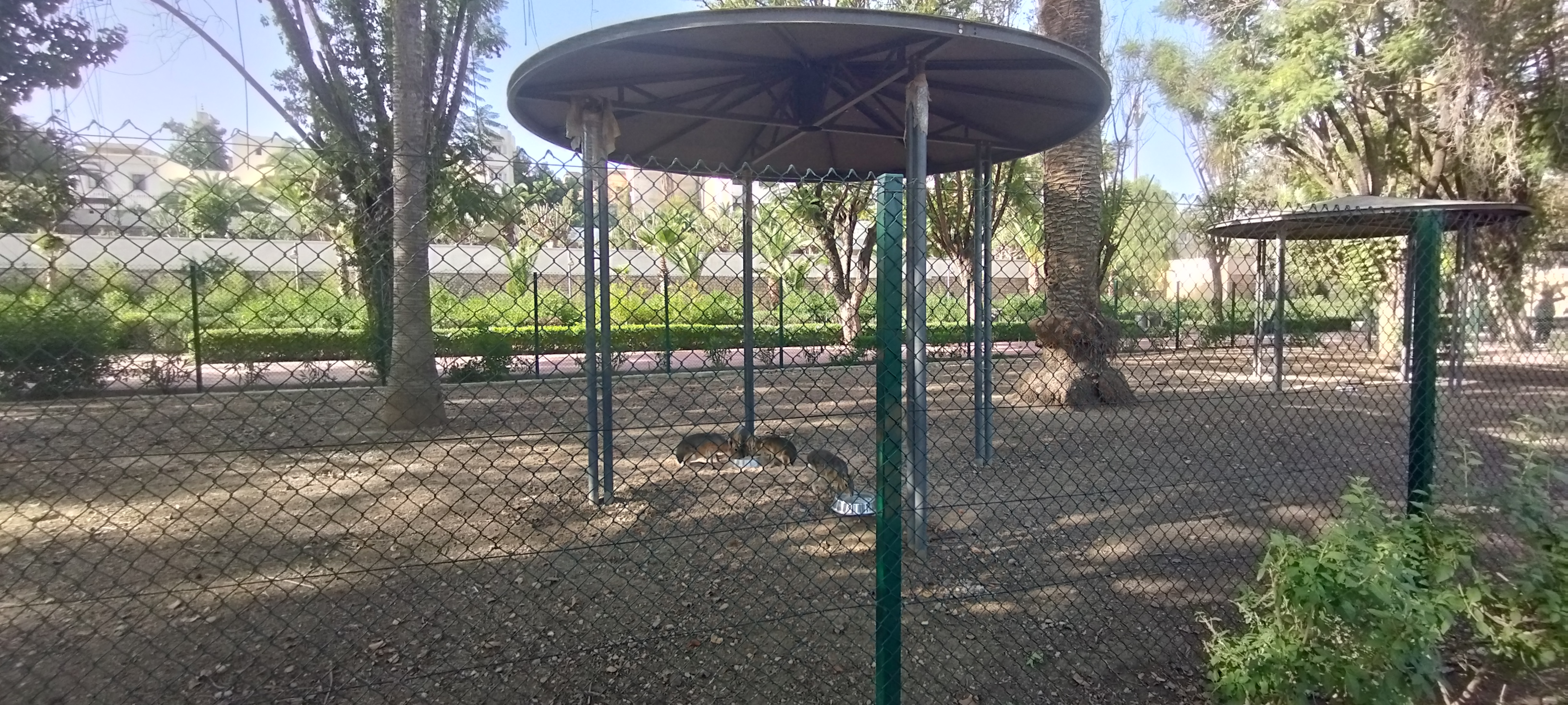

## وصلات خارجية
مكناس